# Kitajci Han
Kitájci Hán (poenostavljeno kitajsko: 汉族; tradicionalno kitajsko: 漢族) so etnična skupina in narod, ki živi na področju današnje Ljudske republike Kitajske in Republike Kitajske. Trenutno je približno več kot 1 milijarda Kitajcev Han.
Govorijo kitajščino.
Izraz Han izhaja iz imena dinastije Han. Obdobje dinastije Han velja tudi za zlato dobo Kitajske.